# 51e cérémonie des Kansas City Film Critics Circle Awards
 (mars 2024).
La 51e cérémonie des Kansas City Film Critics Circle Awards (KCFCC Awards), décernés par la Kansas City Film Critics Circle, a eu lieu le 20 décembre 2015, et a récompensé les films sortis cette année.

## Palmarès

### Meilleur film
- Mad Max: Fury Road

### Meilleur réalisateur
- George Miller - Mad Max: Fury Road

### Meilleur acteur
- Leonardo DiCaprio - The Revenant

### Meilleure actrice
- Charlize Theron - Mad Max: Fury Road

### Meilleur acteur dans un second rôle
- Michael Shannon - 99 Homes
- Sylvester Stallone dans le rôle de Rocky Balboa pour Creed : L'Héritage de Rocky Balboa

### Meilleure actrice dans un second rôle
- Alicia Vikander - Ex Machina

### Meilleur scénario original
- Spotlight - Josh Singer, Tom McCarthy

### Meilleur scénario adapté
- The Big Short - Charles Randolph, Adam McKay

### Meilleur film d'animation
- Vice-versa

### Meilleur film en langue étrangère
- Phoenix (Allemagne)

### Meilleur documentaire
- Amy

### Meilleur film de science-fiction ou fantastique
- Ex Machina